# Paramachairodus
Paramachairodus é um gênero extinto de felinos dentes de sabre da subfamília Machairodontinae que viveu na Eurásia durante o final do Mioceno há cerca de 15-9 milhões de anos
O Paramachairodus é uma das espécies mais conhecidas e antigas de dentes-de-sabre. Um grande número de fósseis foram descobertos em Cerro de los Batallones, um sítio arqueológico com uma ampla variedade de fósseis datados do Mioceno Tardio localizado perto de Madrid. Duas espécies com um tamanho semelhantes ao de um leopardo são conhecidas, o Paramachairodus Ogygia e o Paramachairodus orientalis. Uma terceira espécie o Paramachairodus maximiliani, é considerado um sinônimo do Paramachairodus orientalis pela maioria dos autores, mais foi considerado como uma espécie válida em uma revisão mais recente. Esta revisão, baseada em uma extensa análise morfológica, também determinou que a espécie P. ogygia apresentavam características de dentes-de-sabre menos derivadas do que as demais espécies de Paramachairodus, e deveriam ser atribuídas a um gênero separado o Promegantereon.
O animal tinha cerca de 58 cm de altura no ombro, e era de aparência semelhante a um leopardo, mas com um corpo mais flexível. A forma de seus membros sugere que ele pode ter sido um escalador ágil, e poderia ter caçado presas relativamente grandes.